# 樫井之戰
樫井之戰是大阪夏之陣其中一場戰爭。幕府的淺野長晟對豐臣軍的大野治長。豐臣軍在這場戰役失去了塙直之及淡輪重政。

## 戰前
豐臣方面，因為大坂城護城河自大坂冬之陣後全部被填埋，因此在大坂夏之陣只能從城中出來野戰。為避免幕府軍自河內、大和及紀伊方面迫近大坂城，豐臣軍決定主動攻擊紀伊的淺野長晟，由大野治房擔任主將，塙直之、岡部則綱、淡輪重政率兵3,000。此外並煽動紀伊及和泉一揆以為呼應。
淺野長晟本就苦於鎮壓國內的一揆,不過，仍於4月28日帶兵5,000前往和歌山城。先鋒隊進入和泉國佐野時，斥候偵察誤認豐臣軍有2萬軍勢，因此決定撤退到適合少數兵力作戰的樫井，龜田高綱則留在和泉國安松作為殿軍。
4月29日拂曉，豐臣軍的先鋒塙直之、岡部則綱和龜田高綱之間的戰鬥開始。 龜田開展遲緩戰術，引誘豐臣軍進入樫井，淺野知近及上田重安也和豐臣軍發生了激戰。因為塙直之和岡部則綱陣勢過於突出，後援無法跟上，不久岡部則綱敗走，塙直之和淡輪重政戰死。但淺野陣營也向紀伊國山口撤退了。
大野治房獲知後感到吃驚，急忙趕往樫井。可是由於淺野陣營已經撤退，大野治房也返回大坂城。
和泉的一揆由於大野治長的家臣被淺野陣營抓住而失敗，紀伊的一揆也因為熊谷治部及寺澤半兵衛的計謀被識破，隨即也被鎮壓下來。